# 迈卡默
迈卡默是德国莱茵兰-普法尔茨州的一个市镇。总面积13.68平方公里，总人口4195人，其中男性2068人，女性2127人（2011年12月31日），人口密度307人/平方公里。

## 照片库

迈卡默 - Maikammer
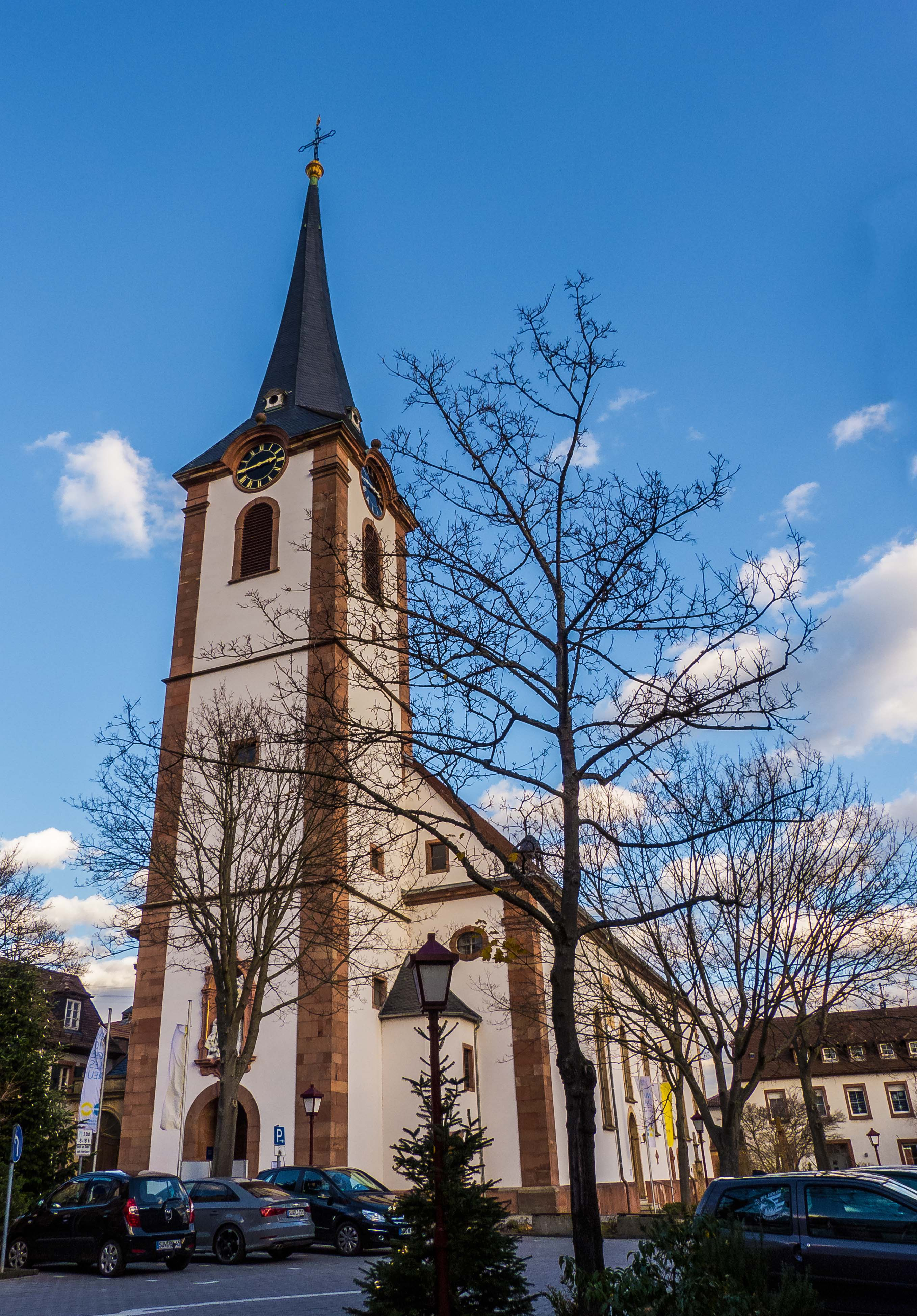
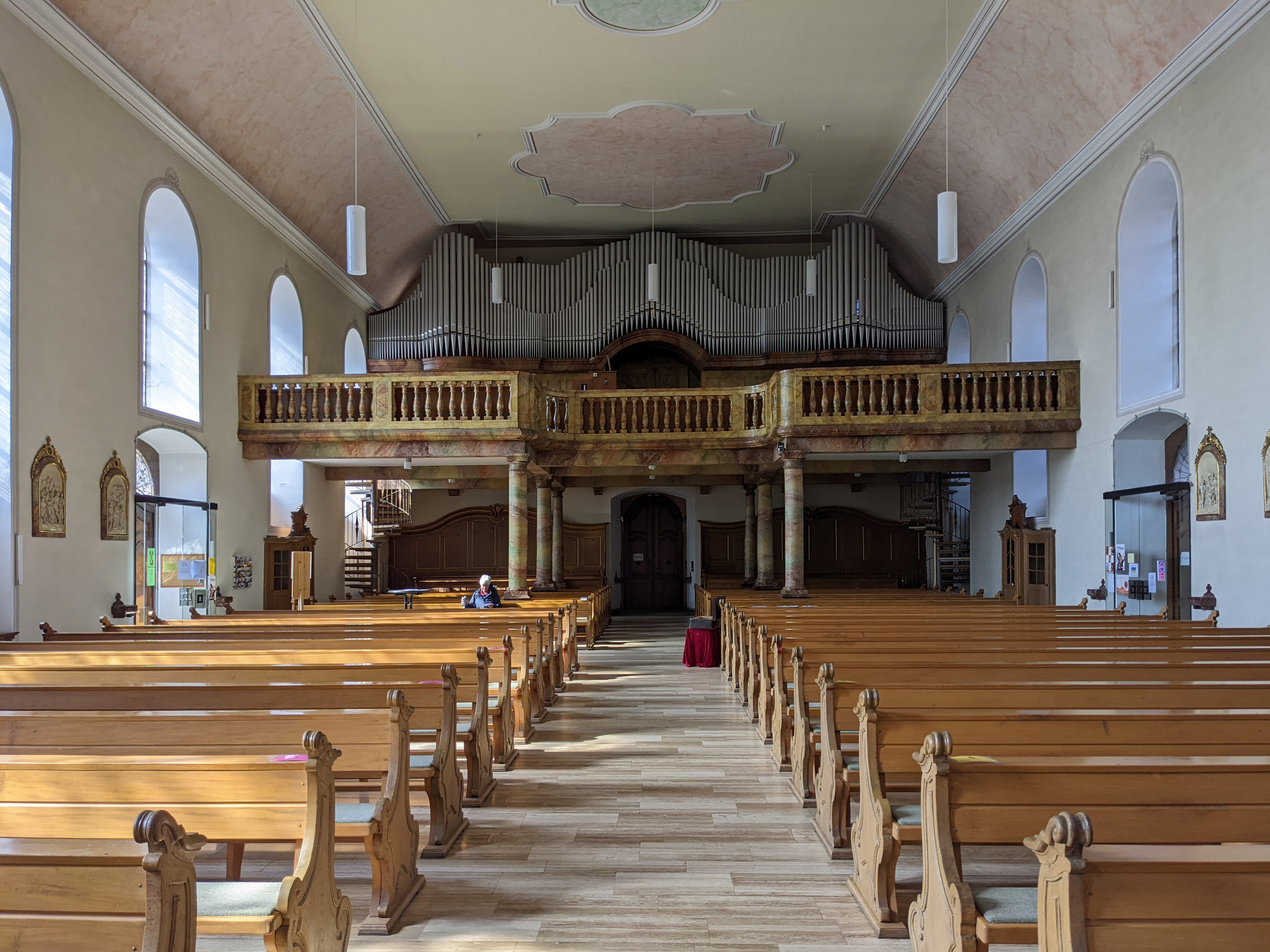
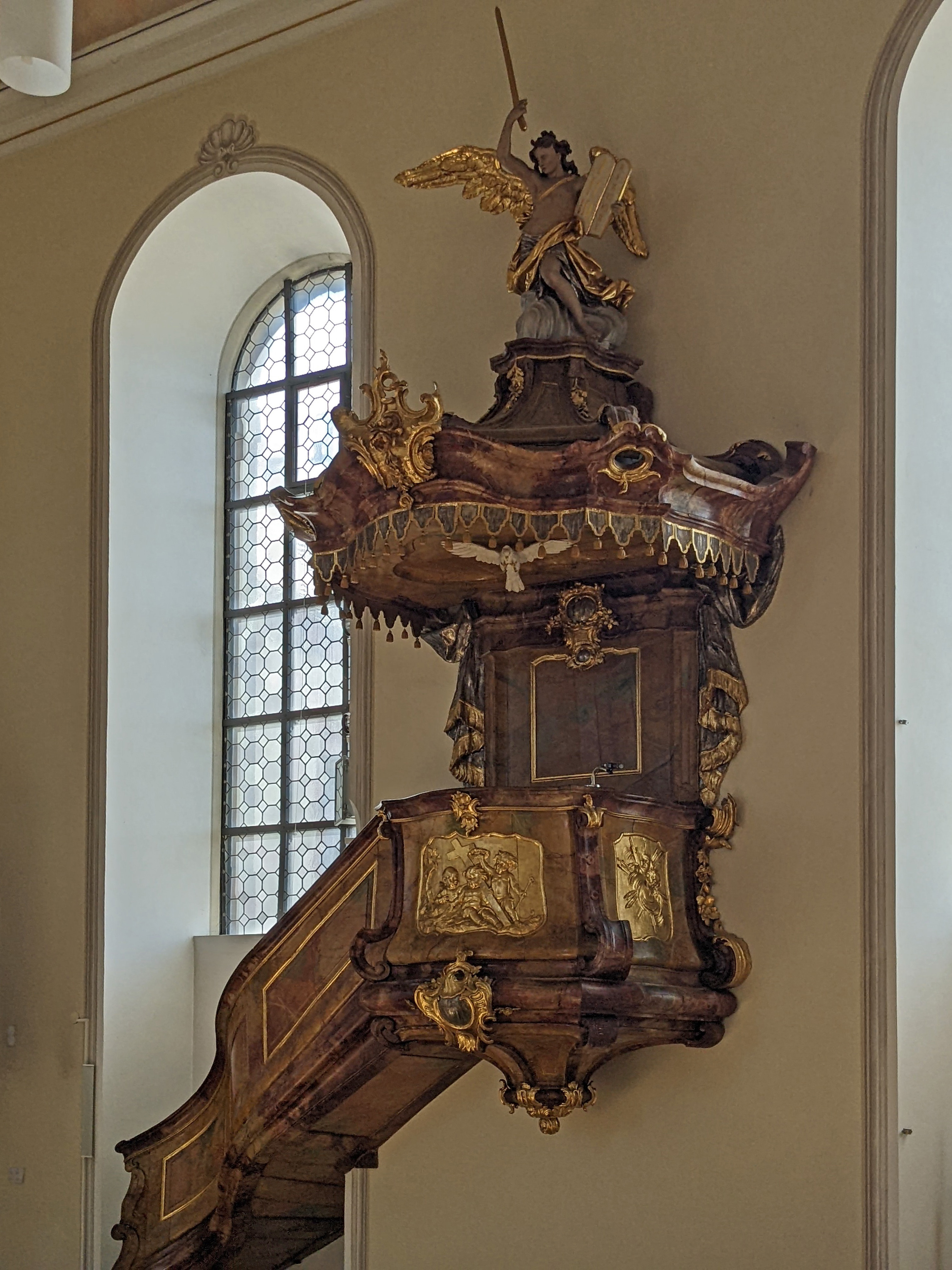
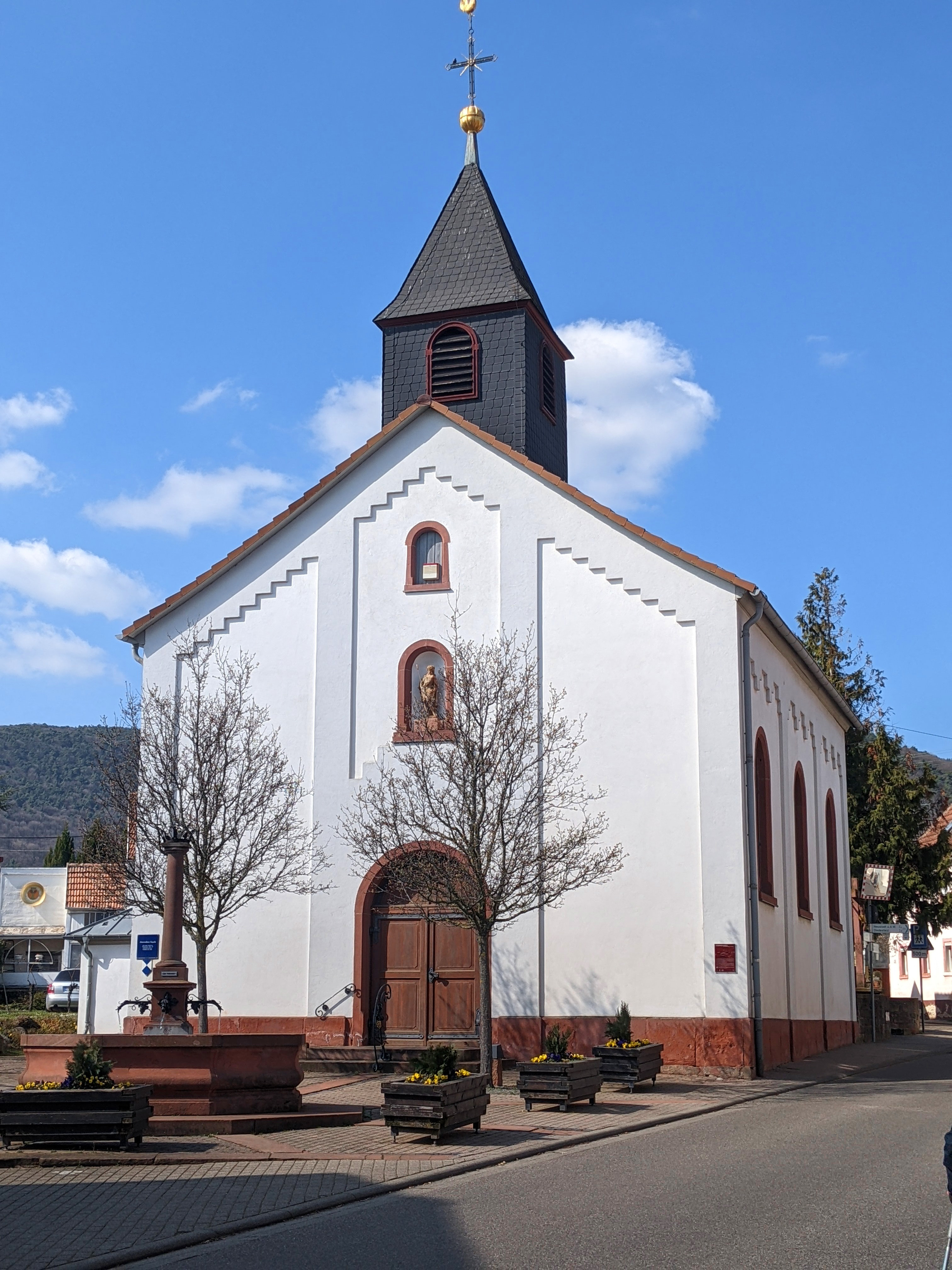
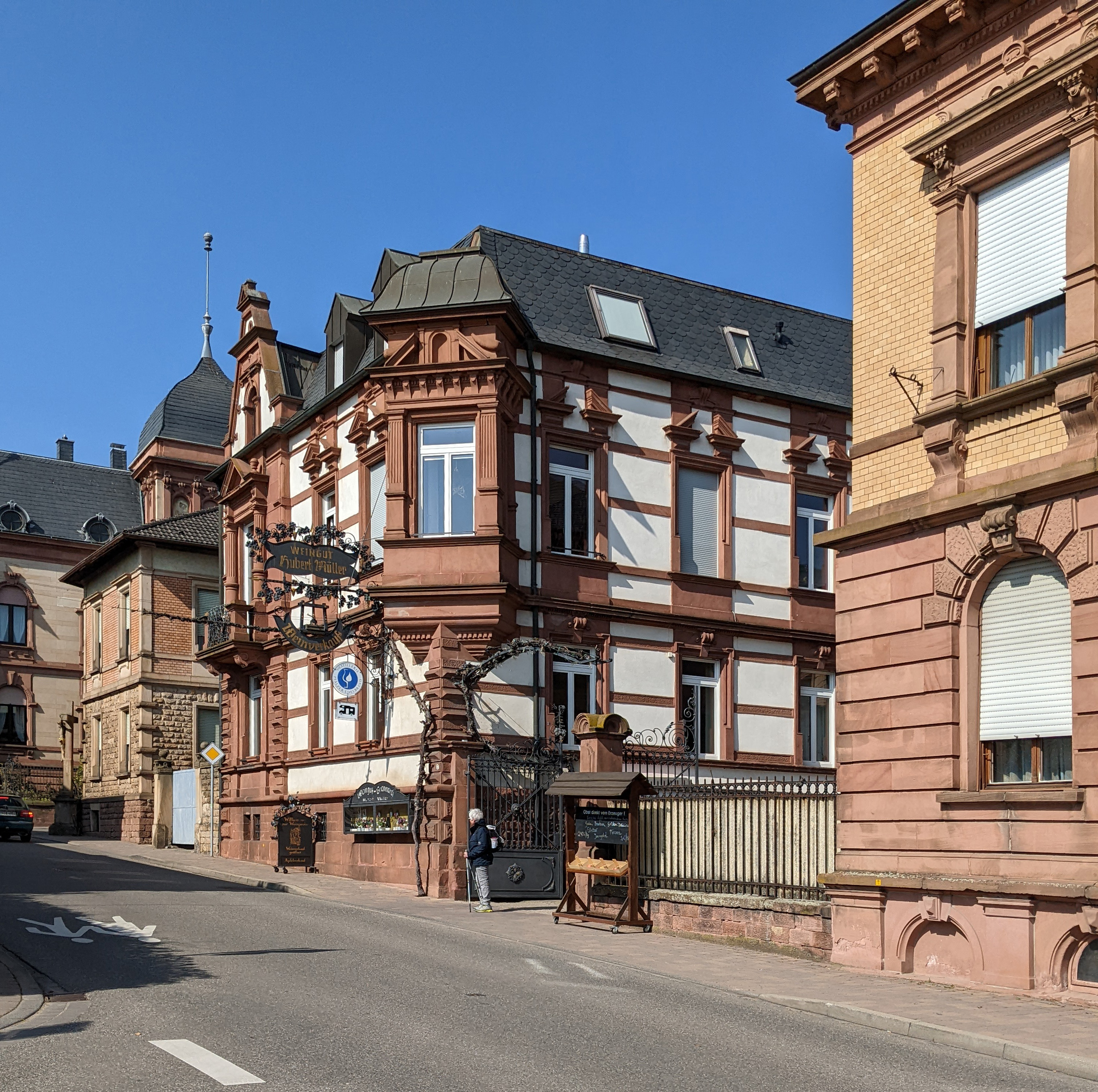
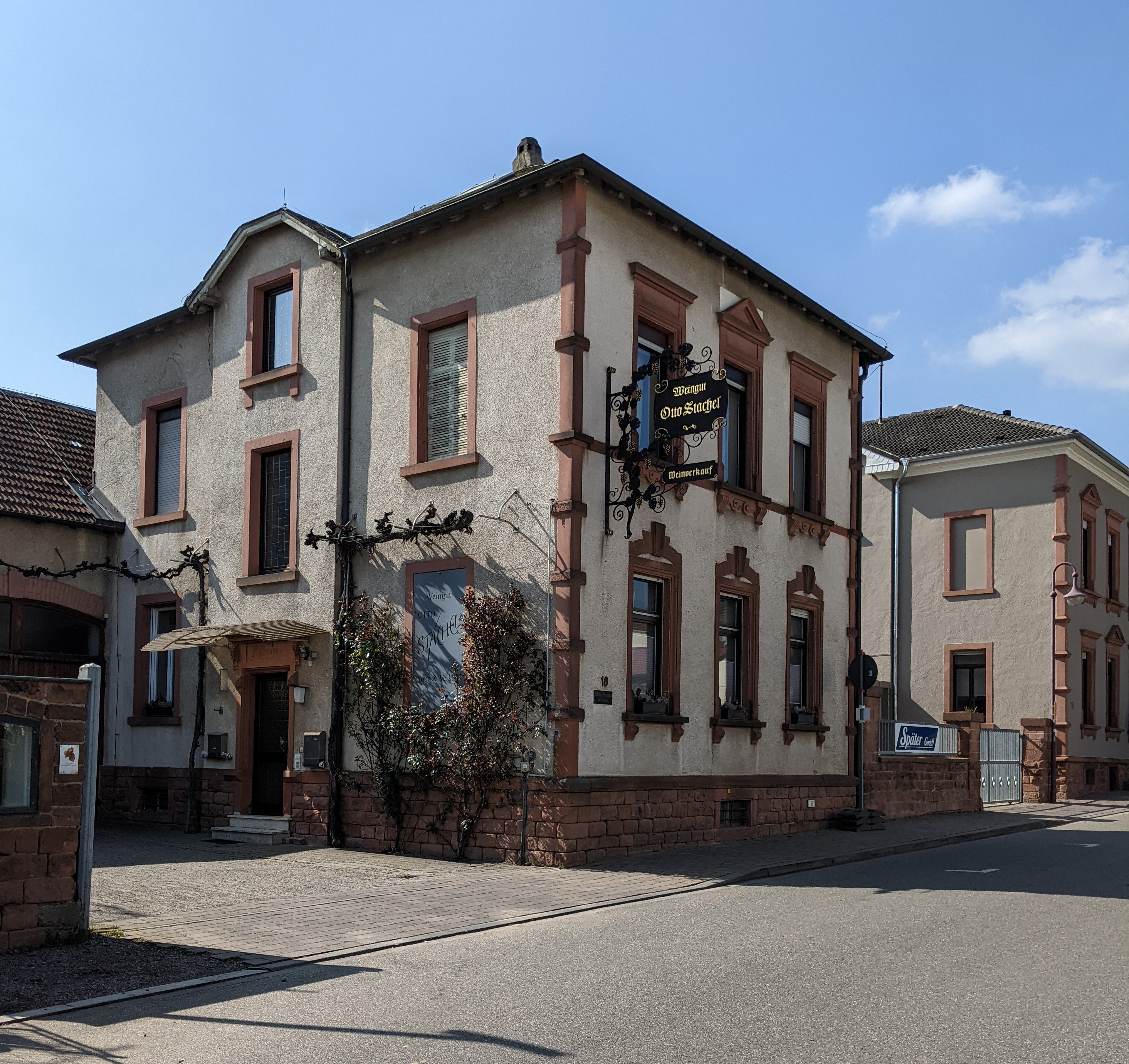
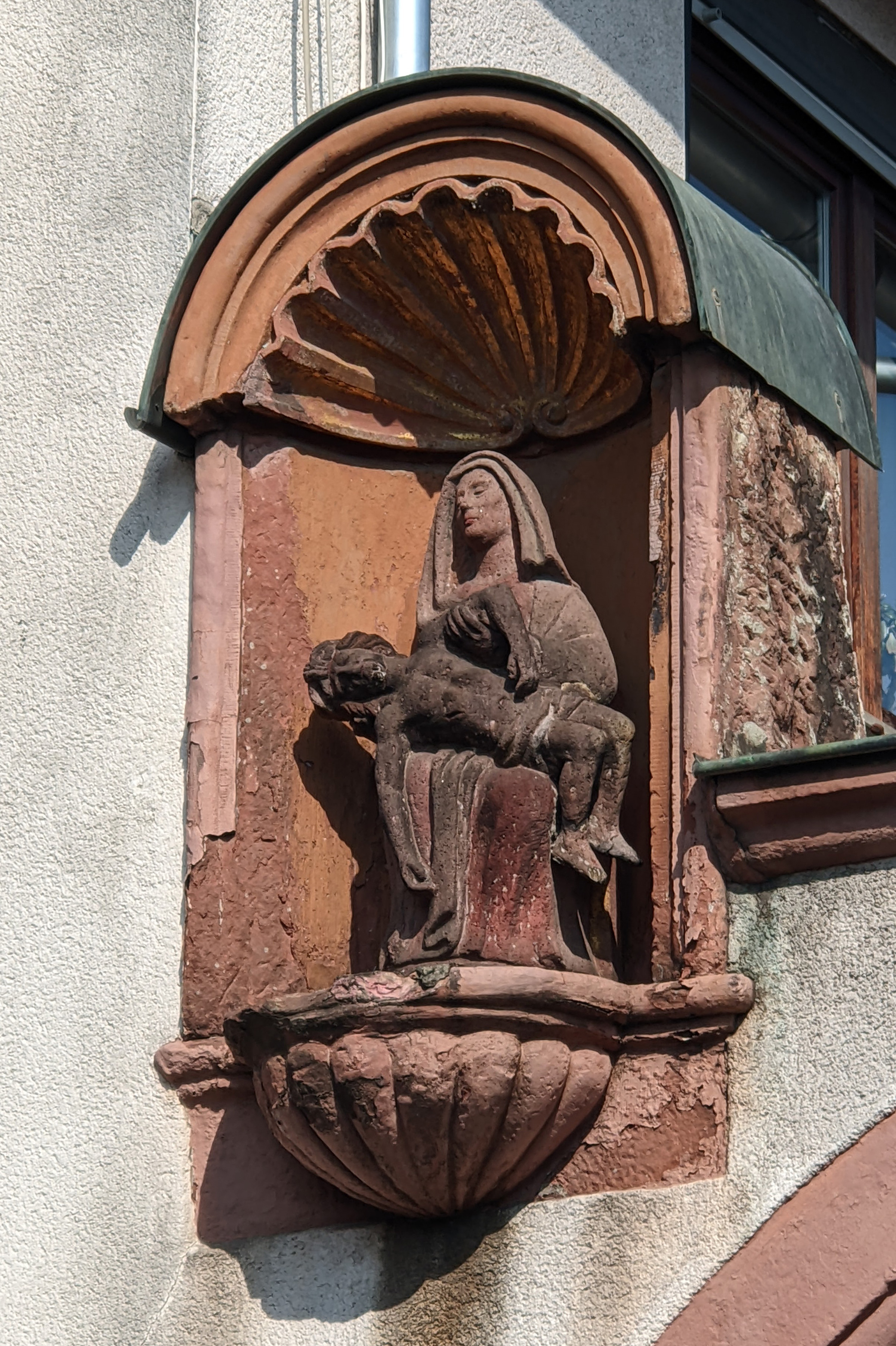
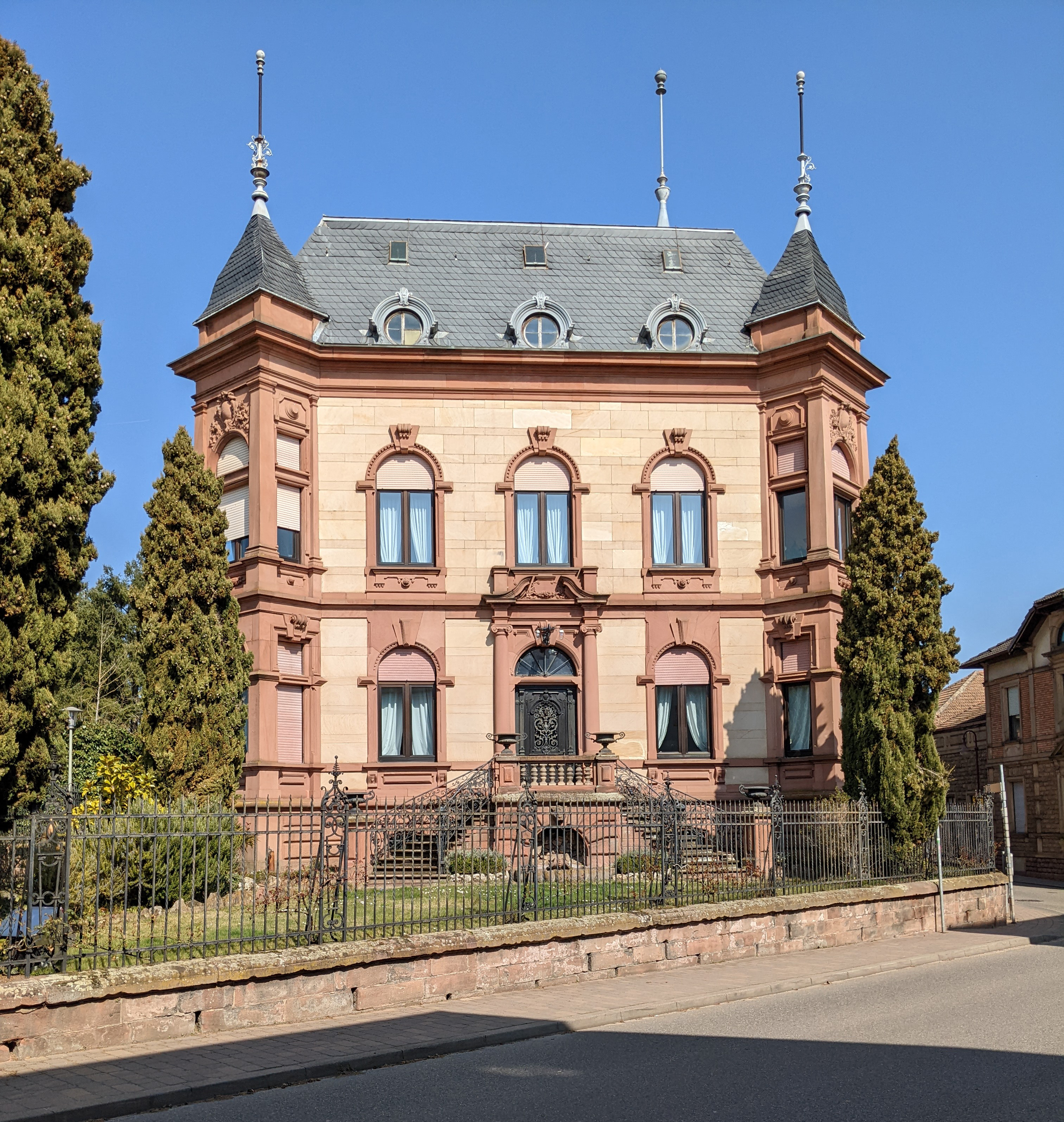
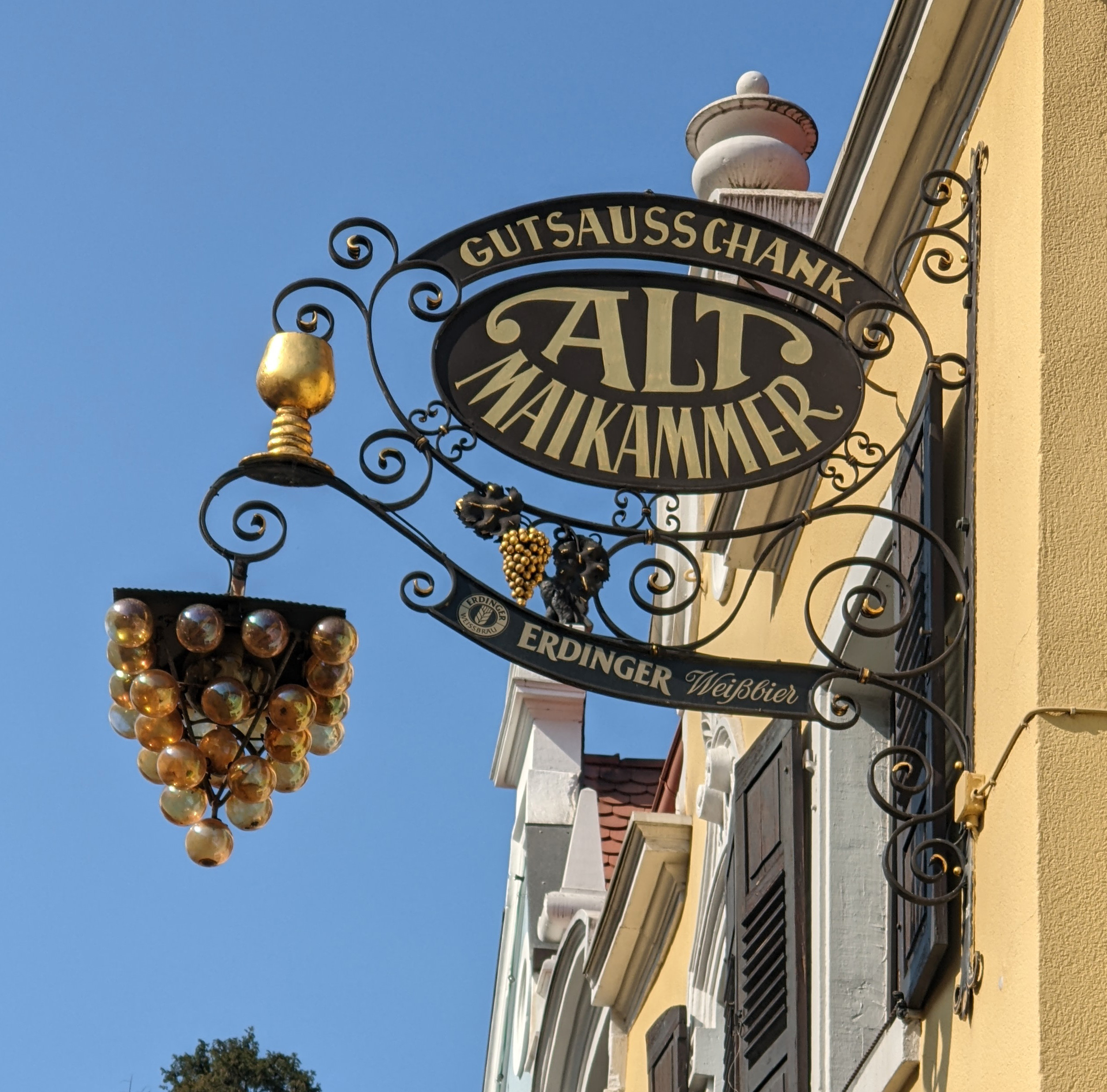